# Welsh Guards
Los Guardias Galeses (en inglés: Welsh Guards y en galés: 'Gwarchodlu Cymreig) es el nombre de uno de los regimientos granaderos que forma parte del Ejército Británico, concretamente en la división de guardia. La Guardia Galés es uno de los cinco regimientos que están a las órdenes del monarca británico. Además, Carlos III sirve a este regimiento como coronel del batallón.

## Historia
La Guardia de Gales son el regimiento de guardia más joven de la Armada Británica. Se fundaron el 26 de febrero de 1915 por orden del rey Jorge V. Por tratarse del quinto regimiento de guardia por antigüedad, los botones de sus uniformes están agrupados en unidades de cinco. 
Durante las dos Guerras Mundiales fueron batallones del Regimiento en casi todos los frentes de Europa y del Norte de África, donde batallaron las tropas británicas. En la Postguerra participaron en la Guerra de las Malvinas, así como en diferentes misiones de paz de las Naciones Unidas, así como en la Guerra de Irak.
A los soldados de la Guardia de Gales se les denomina habitualmente Guardsman (mientras que en unidades regulares se le denomina Private), una distinción que introdujo el rey Jorge V después de la Primera Guerra Mundial. 
El regimiento opera como infantería ligera así como regimiento de guardia. Suele participar en acontecimientos protocolarios de importancia en Gran Bretaña, tales como Trooping the Colour y Remembrance Sunday.

## Honores de batalla
El regimiento tiene varios honores de batalla (menciones honoríficas en batallas en las que han participado), que se detallen, de forma parcial, en la bandera del regimiento. 
Honores de batalla (en su denominación en inglés)
- Primera Guerra Mundial: Loos, Bapaume 1918, Somme 1916–1918, Arras 1918, Ginchy, Albert 1918, Flers-Courcelette, Drocourt-Quéant, Morval, Hindenburg Line, Ypres 1917, Havrincourt, Pilckem, Canal Du Nord, Poelcappelle, Selle, Passchendaele, Sambre, Cambrai 1917–1918, Francia y Flanders 1915–1918.

- Segunda Guerra Mundial: Defensa de Arras, Djebel el Rhorab, Boulogne 1940, Tunis, St Omer-La-Bassee, Hammam Lif, Bourguebus Ridge, North Africa 1943, Cagny, Monte Ornito, Mont Pincon, Liri Valley, Brussels, Monte Piccolo, Hechtel, Capture of Perugia, Nederrijn, Arezzo, Lingen, Advance to Florence, Rhineland, Gothic Line, North West Europe 1940 1944–1945, Battaglia, Fondouk, Italy 1944–1945.

- Guerra de las Malvinas 1982

## Símbolos distintivos
En la distancia no es posible distinguir entre los distintos regimientos a pie, si bien hay algunos símbolos característicos de la Guardia de Gales.
- En la parte izquierda del sombrero de piel de oso tienen una pluma blanca-verde-blanca.
- En el cuello llevan un tronco de puerro, el símbolo de San David de Gales.
- El uniforme tiene 10 botones divididos en grupos de 5 de forma intermitente (verticalmente: 5,0,5).
- En el sombrero del uniforme habitual de servicio los soldados tienen una tira negra.
- El coronel en jefe del regimiento es el príncipe Guillermo de Gales.

## Galería de imágenes

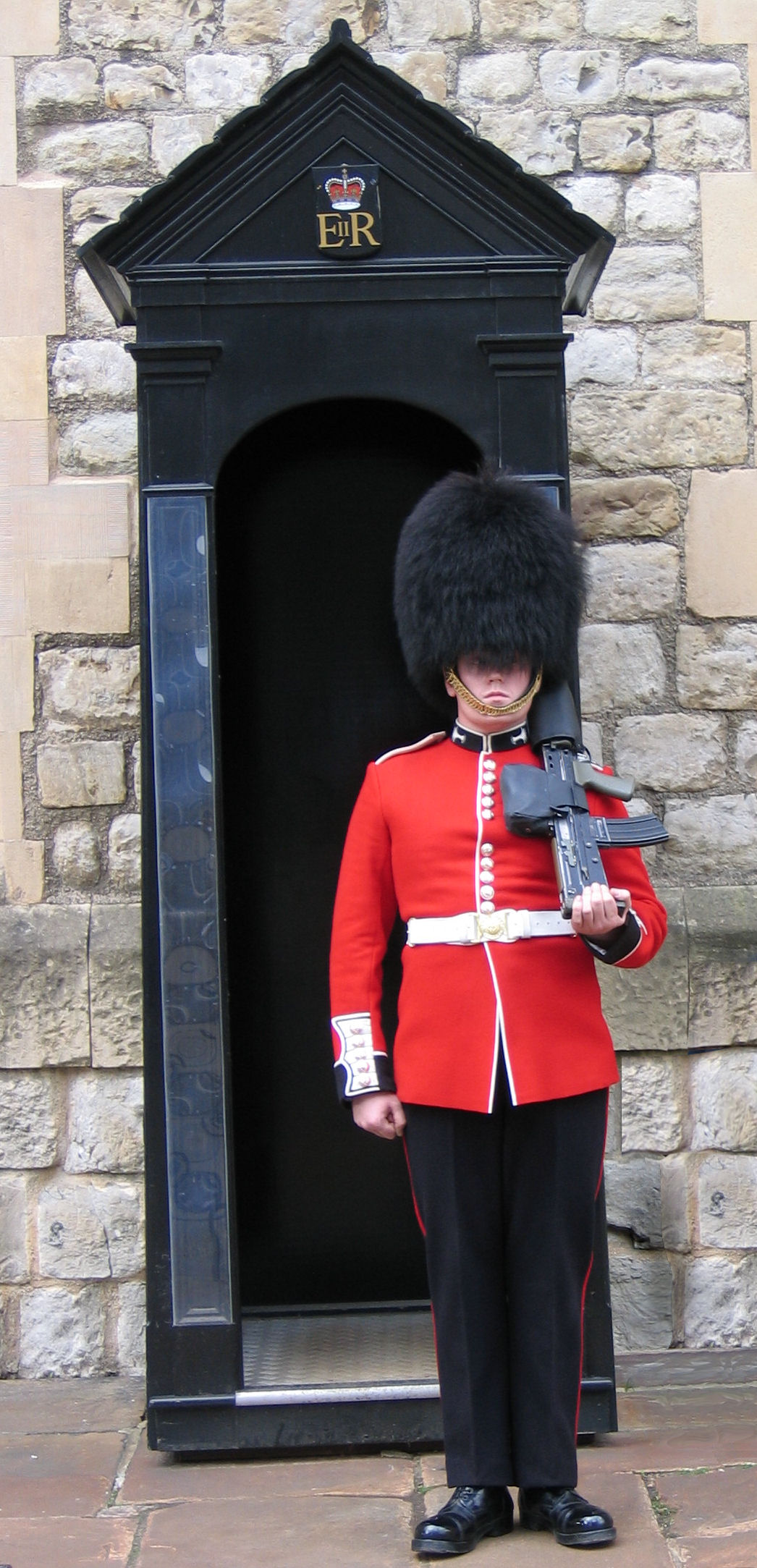
Guardián de Gales en la Torre de Londres, Inglaterra.
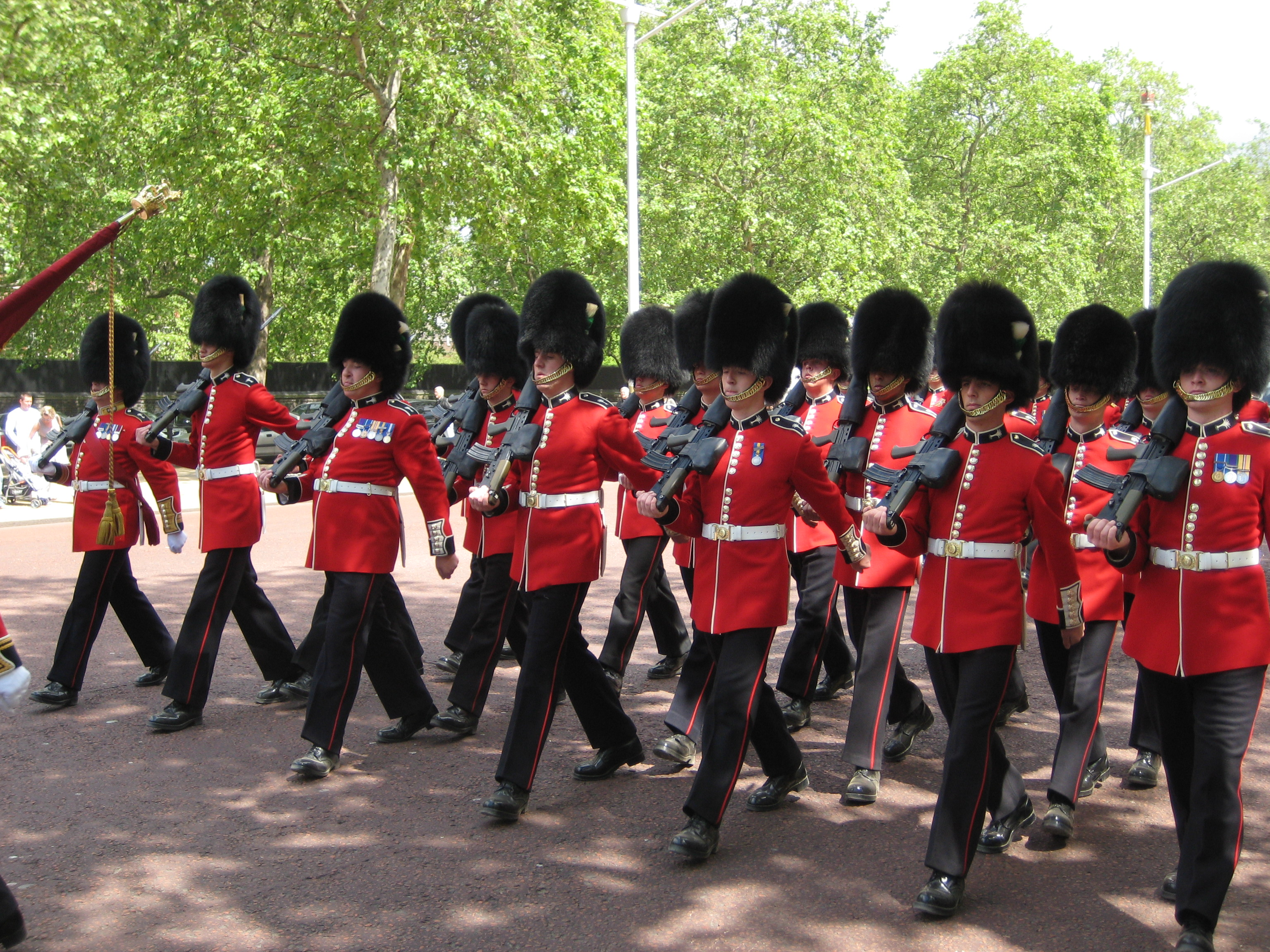
Marcha de la Guardia de Gales en el Mall camino al Palacio de Buckingham, Inglaterra.
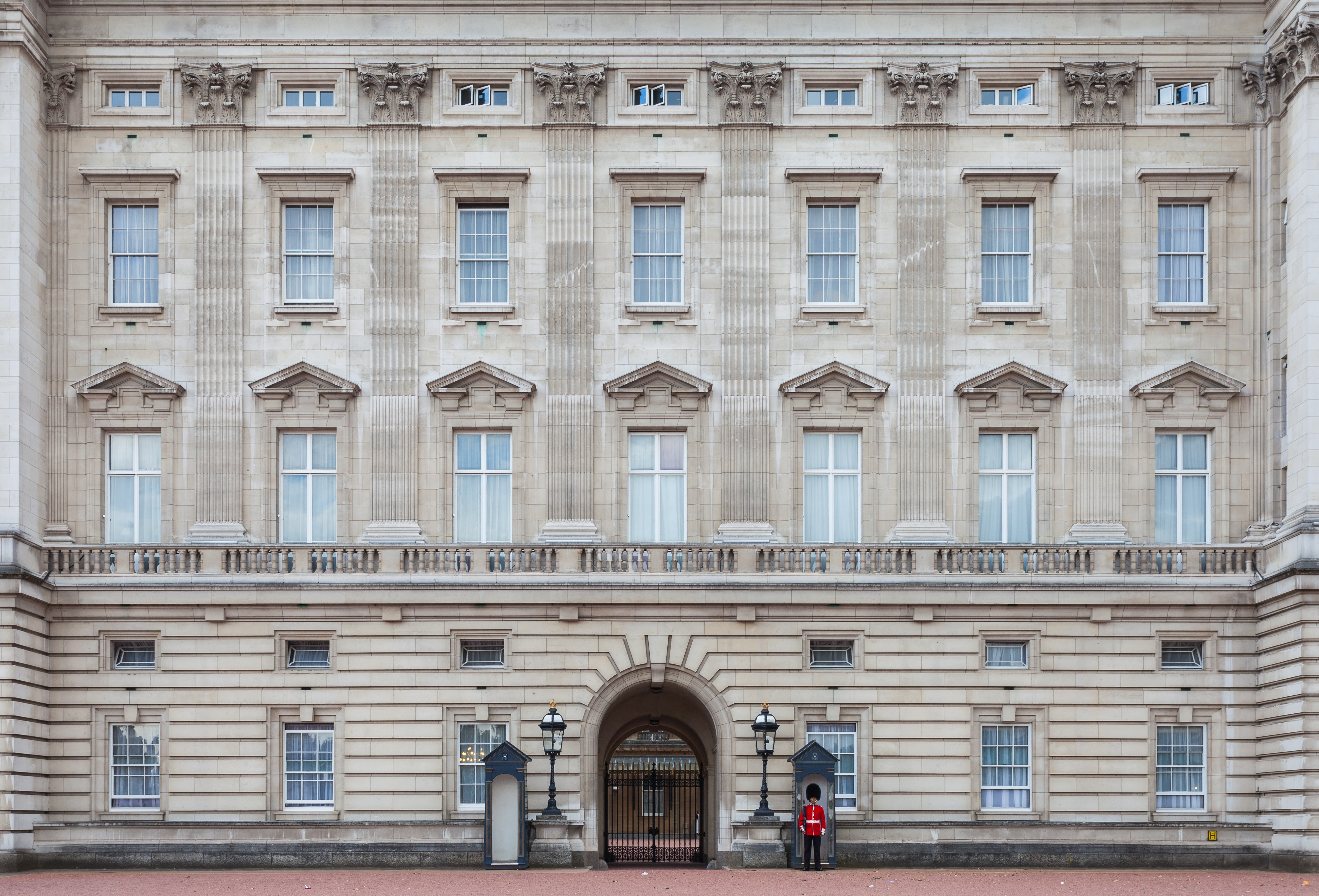
Guardia en el Palacio de Buckingham, Londres, Inglaterra.